# 明治薬科大学

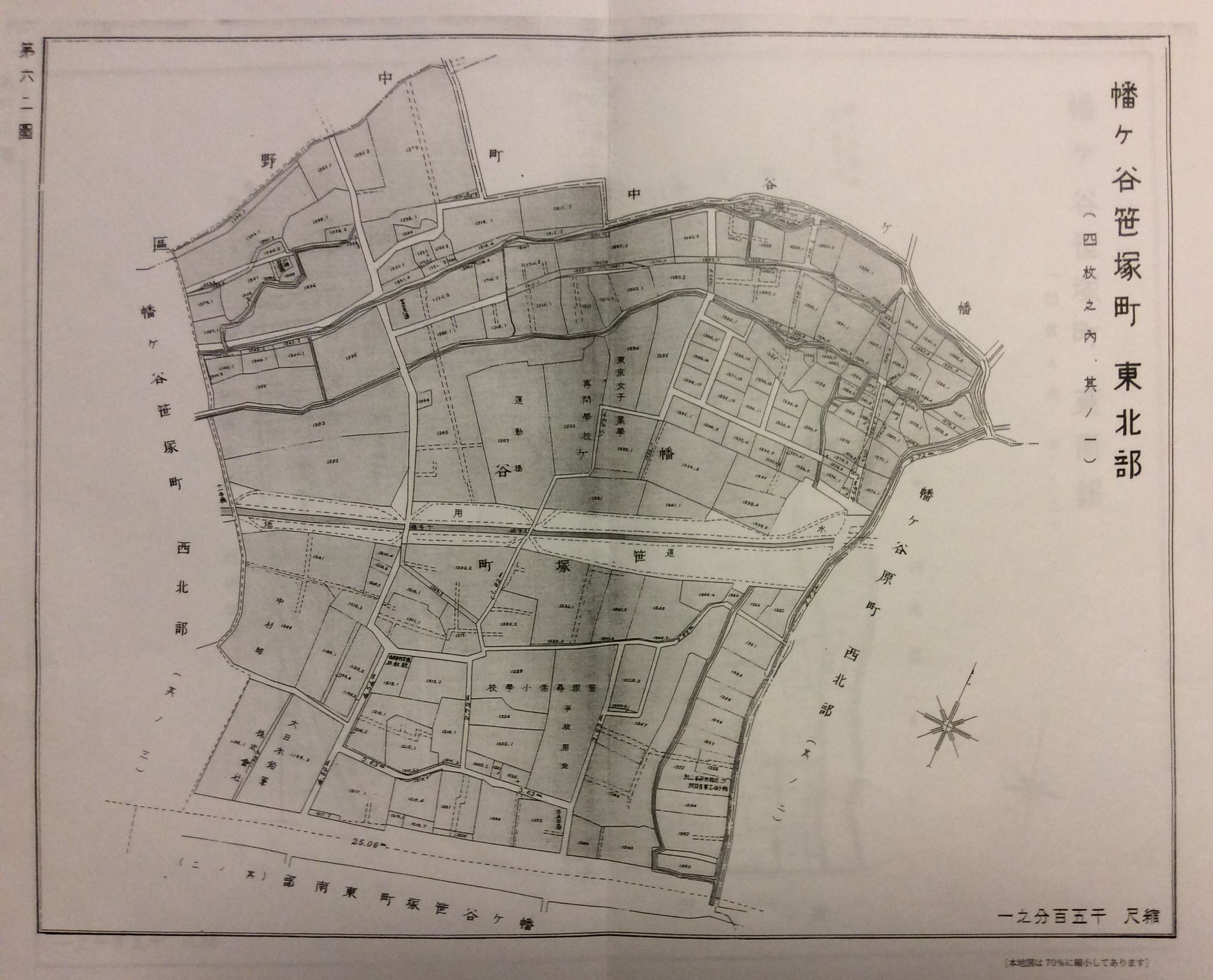
1920年（大正9年）調査、幡ヶ谷笹塚町地籍図（縮尺1/1,500）、編集兼発行者・船橋治『復刻版、東京地籍図渋谷区編・第1巻』発行所・不二出版、発行・2012年（平成24年）11月22日

明治薬科大学（めいじやっかだいがく、英語: Meiji Pharmaceutical University）は、東京都清瀬市野塩2丁目522-1に本部を置く、私立の薬科大学。1902年（明治35年）に東京薬学専門学校として創立され、1949年（昭和24年）に新制大学として現在の改称で設置された。大学の略称は明薬。

## 沿革
- 1902年（明治35年）4月：恩田重信（剛堂）が、東京府東京市神田区神田三崎町に東京薬学専門学校を設立[1]。
- 1904年（明治37年）4月：文部省専門学校令で神田薬学校と改称[1]。
- 1906年（明治39年）3月：明治薬学校と改称[1]。
- 1907年（明治40年）
  - 3月：東京女子薬学校を併設（日本最初の女子薬学校）[1]。
  - 7月：両校揃って東京市麹町区紀尾井町（現千代田区）に移転[1]。
- 1919年（大正8年）3月：明治薬学校のみ麹町区中六番町（現四番町）に移転[1]。
- 1923年（大正12年）
  - 2月：明治薬学専門学校の設立が認可され、専門学校令による専門学校に昇格[1]。
  - 9月1日：関東大震災が発生し、校舎焼失[1]。
- 1924年（大正13年）4月：代々幡町笹塚 （現渋谷区）に新築した校舎へ移転[1]。
- 1930年（昭和5年）9月：駒沢町野沢村 （現世田谷区）に校舎移転し、東京女子薬学校（11月に東京女子薬学専門学校として認可）が笹塚校舎に移転[1]。
- 1945年（昭和20年）5月：太平洋戦争下の空襲で笹塚校舎焼失。東京女子薬学専門学校も世田谷校舎に移る[1]。
- 1946年（昭和21年）
  - 1月：東京女子薬学専門学校が東京都田無町（現西東京市）に移転[1]。
- 1949年（昭和24年）2月：新制大学として明治薬科大学が認可[1]。
- 1950年（昭和25年）4月：東京女子薬学専門学校も明治薬科大学・田無校として認可[1]。
- 1957年（昭和32年）：製薬学科（世田谷）、厚生薬学科（田無）設置。
- 1964年（昭和39年）：厚生薬学科を薬剤学科に改称。衛生薬学科を設置。
- 1975年（昭和50年）：大学院薬学研究科修士課程を設置。
- 1982年（昭和57年）11月23日：恩田重信の業績や製薬資料、生薬原料標本などを展示する「明薬資料館」が世田谷キャンパスで完成[2]。
- 1995年（平成7年）：大学院薬学研究科博士課程を設置。
- 1998年（平成10年）：創立100年事業として、世田谷及び田無キャンパスを統合し、清瀬キャンパスへ移転。
- 2006年（平成18年）：薬学教育6年制移行により、薬学部薬学科を6年制に移行、4年制学科の生命創薬科学科設置。
- 2010年（平成22年）：大学基準協会による機関別認証評価の認定をうける[3]。
- 2018年（平成30年）7月：京都薬科大学、星薬科大学を含む3校が医療の高度化などに対応できる薬剤師育成で協力する「SCRUM」（スクラム）包括協定を締結[4]。

## 学部

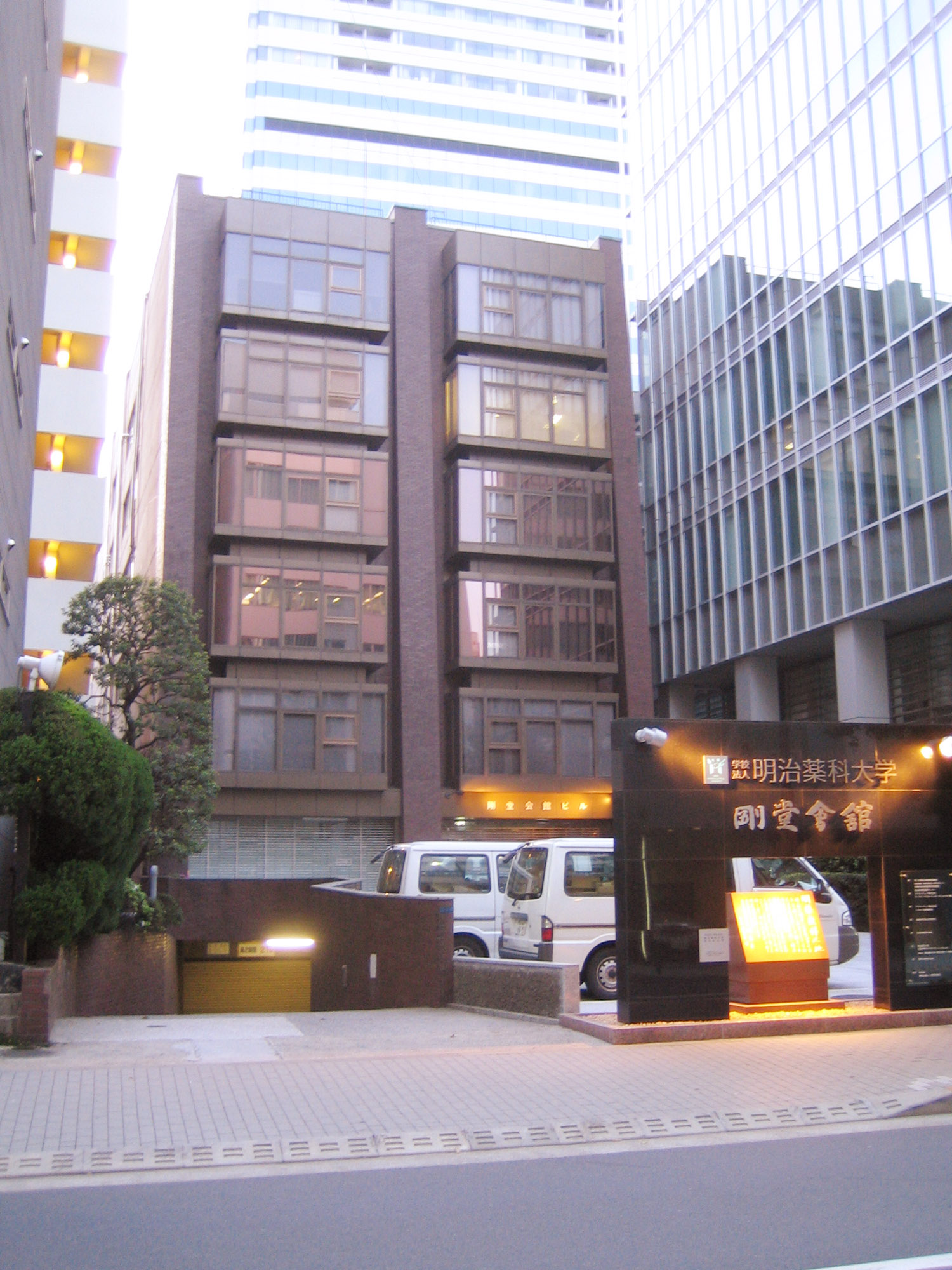
剛堂会館（東京都千代田区紀尾井町）

- 薬学部
  - 薬学科（6年制）
  - 生命創薬科学科（4年制）

## 大学院
- 薬学研究科

## 大学関係者と組織

### 大学関係者一覧
- 明治薬科大学の人物一覧

## 対外関係
（）内は協定などの締結年。
- 清瀬市役所と市内3大学との連携に関する協定（2014年）
- 3大学包括連携協定（2014年）：明治薬科大学、日本社会事業大学、国立看護大学校
- 東京都立豊島病院との包括的連携協定（2024年）[5]
- 東京都立駒込病院との包括的連携協定（2025年）[6]